# Gerbe électromagnétique
Une gerbe électromagnétique, ou cascade électromagnétique, est un ensemble de particules créées par l'interaction d'une particule incidente avec la matière environnante et essentiellement constitué de leptons et de photons, principalement sensibles à l'interaction électromagnétique. Les gerbes atmosphériques sont un exemple courant de gerbes électromagnétiques.